# وليامز خيريز
وليامز خيريز هو لاعب محترف لكرة القاعدة ‏ دومينيكاني، ولد في 16 مايو 1992 في سانتياغو دي لوس كاباليروس في جمهورية الدومينيكان.

## روابط خارجية
- وليامز خيريز على موقع دوري كرة القاعدة الرئيسي (الإنجليزية)
- وليامز خيريز على موقعبيزبول رفرنس.كوم (الدوري الرئيسي) (الإنجليزية)
- وليامز خيريز على موقعبيزبول رفرنس.كوم (الدوري الثانوي) (الإنجليزية)
- وليامز خيريز على موقع إي إس بي إن.كوم (أم.أل.بي) (الإنجليزية)
- وليامز خيريز على موقع مشجعي الرسوم البيانية (الإنجليزية)